# Sự kiện UFO Thung lũng Hudson 1984
Sự kiện UFO Thung lũng Hudson năm 1984 là những vụ nhìn thấy UFO xảy ra vào mùa hè năm 1984 ở New York và miền Tây Connecticut. Các vụ nhìn thấy diễn ra ở phía bắc Quận Westchester, Quận Dutchess, Quận Putnam và Quận Fairfield.
Cư dân địa phương cho biết đã nhìn thấy những vật thể có kích thước bằng cả một sân bóng bầu dục Mỹ, "thường có hình chữ V hoặc hình tròn", theo tờ New York Times. Vật thể này được mô tả là có ánh đèn nhấp nháy, mà một người dân cho là UFO "Cho chúng tôi biết là mình đang xem nó". Chúng còn được kể lại có thể vọt thẳng lên trời và lơ lửng trên không trung trong thời gian dài. Vụ việc đã gây chấn động và nhiều người đam mê UFO bèn đổ xô tới Thung lũng Hudson với hy vọng được dịp tận mắt chứng kiến vật thể này.
Tuy vậy, UFO xuất hiện trên bầu trời được chứng minh là giả, khi nhóm phi công từ sân bay trong khu vực bị phát hiện thích đánh lừa những người cuồng UFO và cư dân địa phương bằng cách cho máy bay bay theo đội hình gần. Người phát ngôn của Sân bay Quốc tế Stewart nói rằng hành động này "không phải là bất hợp pháp nhưng thật khó chịu".